# Chajim Weizmann
Chajim Azri'el Weizmann (hebrejsky: חיים עזריאל ווייצמן;‎ 27. listopadu 1874, Motal – 9. listopadu 1952, Rechovot) byl sionistický vůdce, prezident Světové sionistické organizace a v letech 1948 až 1952 první prezident Státu Izrael.
Mimo politiku a diplomacii byl rovněž uznávaný vědec v oblasti chemie a akademik. Vystudoval univerzity v Německém císařství a Švýcarsku a posléze přednášel na univerzitách v Ženevě a Manchesteru. Za svůj život publikoval na sto vědeckých prací a nechal si zapsat přes sto patentů. Jeho nejvýznamnějším objevem se stala metoda syntetické výroby acetonu prostřednictvím bakteriálního kvašení. Tento způsob výroby výrazně pomohl mocnostem Dohody během první světové války. Stal se duchovním otcem Balfourovy deklarace z roku 1917, v níž britská vláda vyjádřila své sympatie zřízení židovské národní domoviny v Palestině. Stál u zrodu nejstarší izraelské vysokoškolské instituce – Hebrejské univerzity v Jeruzalémě, kterou pomáhal založit společně s Albertem Einsteinem, Sigmundem Freudem a Martinem Buberem. Významně se také zasadil o vznik vědeckého výzkumného institutu ve městě Rechovot, které se na jeho počest jmenuje Weizmannův institut věd.

## Biografie

### Mládí a kariéra
Narodil se ve vesnici Motal poblíž Pinsku v tehdejším Ruském impériu (dnešním Bělorusku) jako třetí z patnácti dětí obchodníka se dřevem. V dětství získal klasické židovské náboženské vzdělání (cheder) a v jedenácti letech nastoupil na střední školu v Pinsku. V roce 1891 odmaturoval a o rok později odjel studovat chemii do Německého císařství a Švýcarska. Vystudoval Polytechnický institut v Darmstadtu a Freiburskou univerzitu, kde v roce 1899 získal doktorát z chemie. O rok později začal přednášet na Ženevské univerzitě a začal se zabývat výzkumem organické chemie, konkrétně pak barvivy a aromatickými uhlovodíky. Téhož roku se seznámil se studentkou medicíny Věrou Kacmanovou, se kterou se o čtyři roky později oženil. V roce 1904 i s manželkou emigroval do Spojeného království, kde se stal profesorem biochemie na Manchesterské univerzitě.
V roce 1910 mu bylo uděleno britské státní občanství a během první světové války se stal ředitelem laboratoří britského Královského námořnictva. Mezi jeho nejslavnější objev patří syntetický způsob výroby acetonu. Významným byl především proto, že se aceton používal k výrobě výbušnin a byl jej nedostatek, neboť se v té době získával pouze přírodní cestou z hornin. Weizmannova metoda syntetické výroby spočívala v bakteriálním kvašení za pomoci bakterie clostridium acetobutylicum, později na jeho počest pojmenované Clostridium acetobutylicum Weizmann (tzv. Weizmannův organismus). Celkem za svůj život publikoval na 100 vědeckých prací a nechal si zapsat 110 patentů.

### Sionistický vůdce

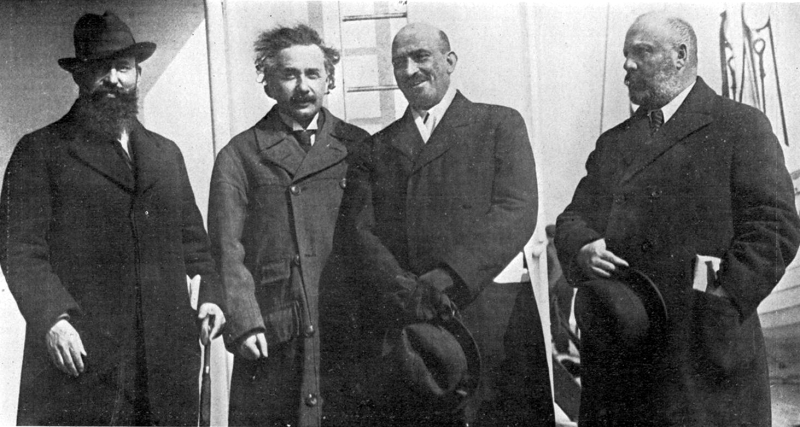
Zleva: Ben Cijon Morison, Albert Einstein, Chajim Weizman a Menachem Usiškin; New York, 1921

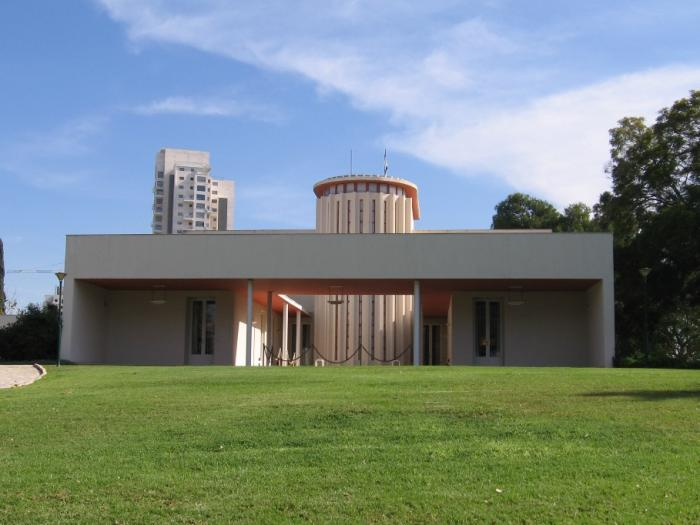
Weizmannův dům v Rechovotu

K sionismu se dostal ještě za svého pobytu ve Švýcarsku a již od druhého sionistického kongresu se stal významnou postavu sionistického hnutí. V roce 1901 pomáhal v rámci hnutí založit Demokratickou frakci a na šestém sionistickém kongresu v srpnu 1903 patřil mezi mladé oponenty Herzlova kompromisního plánu na zřízení židovské národní domoviny v Ugandě. V souvislosti s tímto návrhem prohlásil, že „bez Sijónu není sionismu.“ Tentýž rok rovněž lobboval za založení Hebrejské univerzity; jeho návrh však byl přijat až v roce 1913. O rok později emigroval do Spojeného království, kde se stal vůdcem britských sionistů. V roce 1907 byl na osmém sionistickém kongresu přijat jeho plán takzvaného „syntetického sionismu,“ který měl být podle Weizmanna průsečíkem politických aktivit a osidlování Palestiny. Ještě téhož roku Palestinu poprvé navštívil.

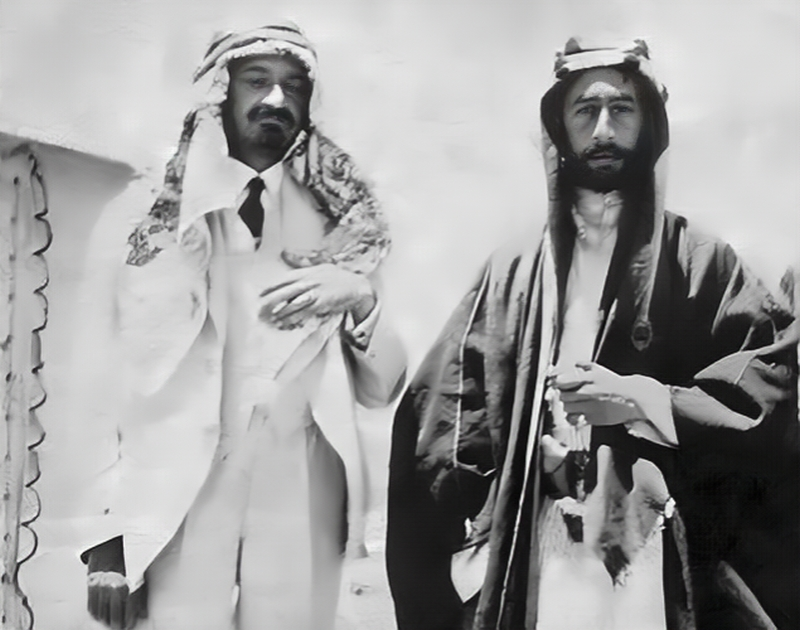
Zleva: Chajim Weizmann a emír Fajsal, 1918

Díky objevení způsobu syntetické produkce acetonu se dostal do kontaktu s předními britskými politiky, jako například s Winstonem Churchillem, Lloydem Georgem či Arthurem Balfourem. Tyto kontakty posléze využil, v rámci svého diplomatického úsilí, k představení myšlenky sionismu britským politikům a intelektuálům. Jeho snahy vyvrcholily Balfourovou deklarací z 2. listopadu 1917, v níž britská vláda vyjádřila svou podporu sionistickému úsilí v Palestině. V deklaraci bylo konkrétně uvedeno, že „vláda Jeho Veličenstva pohlíží příznivě na zřízení národní domoviny židovského lidu v Palestině…“
V roce 1918 byl britskou vládou jmenován předsedou Sionistické komise a poté vyslán do Palestiny, aby prošetřil tamější situaci a následně britským úřadům podal zprávu společně se svým doporučením pro budoucí rozvoj země. Během své cesty mimo jiné slavnostně položil základní kámen Hebrejské univerzity a 4. června se setkal k bilaterálním jednáním s emírem Fajsalem (pozdějším iráckým králem). Tato jednání vyvrcholila 3. ledna 1919 v podepsání Fajsal-Weizmannovy dohody, podle které měl emír podpořit sionistickou myšlenku výměnou za sionistickou podporu arabského státu v Sýrii i proti vůli Francie. Součástí dohody však byl i dodatek, že Fajsal nepodpoří židovské přistěhovalectví do založení vlastního státu v Sýrii. Dohoda se nakonec stala neplatnou, neboť Spojené království nedodrželo svou dohodu s Araby a Sýrii ponechalo Francouzům.
Weizmann byl v roce 1920 na londýnské sionistické konferenci zvolen prezidentem Světové sionistické organizace. Téhož roku bylo na konferenci v San Remu území Palestiny, v duchu Balfourovy deklarace, svěřeno do mandátní správy Spojenému království. Od roku 1921 začal společně s Albertem Einsteinem shromažďovat peníze na založení Hebrejské univerzity, kterou v roce 1925 společně se Sigmundem Freudem a Martinem Buberem založili. Téhož roku Weizmann neochotně přijal Churchillovu bílou knihu, která omezovala židovské přistěhovalectví do mandátní Palestiny na „ekonomickou kapacitu země.“ Když však Spojené království v roce 1930 vydalo Passfieldovu bílou knihu ještě více omezující židovskou imigraci, Weizmann rozčíleně rezignoval na post prezidenta Světového sionistického kongresu a vrátil se až poté, co mu britský ministerský předseda Ramsay MacDonald zaslal dopis, v němž Spojené království opětovně potvrdilo své závazky vůči židovské národní domovině.
V roce 1931 Weizmann neuspěl na sedmnáctém sionistickém kongresu při obhajobě funkce prezidenta Světové sionistické organizace. Během následujících čtyř let věnoval své úsilí především vědě, avšak i nadále pokračoval v podpoře sionistické myšlenky. Podnikal fundraisingové cesty po Spojených státech a Jihoafrické republice a rovněž se zasazoval o záchranu židovských uprchlíků. V roce 1934 napomohl založení Institutu Daniela Sieffa ve městě Rechovot, který byl finančně podporován baronem Jisra'elem Sieffem, jenž jej pojmenoval po svém zesnulém synovi. Do vědeckého institutu, který se zaměřoval zejména na organickou chemii, byli zváni židovští vědci z celého světa. Téhož roku se přestěhoval do domu, který si nechal postavit v areálu institutu.
V roce 1935 se opět stal prezidentem Světové sionistické organizace. Až do roku 1937 zastával umírněnou politiku vůči Arabům a podporoval politickou spolupráci v rámci Palestiny, aniž by bral v úvahu demografické rozdíly. V témže roce představila Peelova komise plán na rozdělení Palestiny mezi Židy a Araby, který sice nebyl podle sionistických představ, ale který Weizmann podporoval se slovy „lepší polovina bochníku než žádný.“ V roce 1939 byla Spojeným královstvím přijata MacDonaldova bílá kniha, která výrazně omezila počet židovských přistěhovalců, pro něž zavedla kvótu 75 tisíc osob do roku 1944. To přimělo Weizmanna, aby zůstal v Londýně a věnoval veškeré své úsilí ke změně nepřátelské britské politiky. Navzdory této politice se totiž Weizmann stále domníval, že židovské národní domoviny může být dosaženo pouze za přispění Spojeného království. Jeho umírněný a tolerantní postoj vůči Britům však vzbudil odpor v rámci sionistického hnutí a zejména pak mezi Židy v jišuvu.
Během druhé světové války se zasazoval o vytvoření židovské brigády, která byla nakonec vytvořena v rámci britských ozbrojených sil až v roce 1944. Počátkem roku 1942 odletěl do Spojených států, aby pomohl vyřešit problém s výrobou syntetické pryže. Krátce před odletem se dozvěděl o smrti svého syna Michaela, který byl jako pilot britského Královského letectva sestřelen nad Biskajským zálivem. V květnu téhož roku se před Biltmorskou konferencí projevily názorové rozpory mezi Weizmannem předsedajícím Světové sionistické organizaci a Davidem Ben Gurionem předsedajícím Židovské agentuře. Weizmann doufal, že jednání s Brity povedou k vytvoření židovské armády a zrušení omezení způsobených MacDonaldovou bílou knihou a za každou cenu se chtěl vyhnout konfrontaci s britskou vládou. Ben Gurion naproti tomu zastával názor, že Židé se již v otázce zřízení národní domoviny nemohou opírat o Spojené království, a že by Židovská agentura měla v Palestině vládnout namísto mandátní správy. Weizmann, který v té době v mandátu nežil, byl navíc odtržen od reálné situace a jeho vliv v sionistických kruzích postupně slábl. To se projevilo na 22. sionistickém kongresu 1946, kdy nebyl opětovně zvolen prezidentem.
V červnu 1944 Weizmann navrhl britskému ministerstvu zahraničí, aby Královské letectvo bombardovalo plynové komory koncentračního tábora Auschwitz-Birkenau. V září téhož roku mu však bylo řečeno, že Královské letectvo jeho návrh z „technických důvodů“ zamítlo.
V květnu 1947 ustavilo Valné shromáždění OSN zvláštní komisi pro Palestinu (UNSCOP), která následně odcestovala do Palestiny a po pěti dnech vypracovala zprávu vyzývající k ukončení britského mandátu a rozdělení země na židovský a arabský stát. Dne 29. listopadu 1947 schválilo Valné shromáždění plán výboru na rozdělení Palestiny, načež Spojené království oznámilo, že správu nad mandátem ukončí 14. května 1948. Židovští představitelé ve Spojených státech požádali Chajima Weizmanna, aby do USA přijel a pokusil se přesvědčit prezidenta Harryho S. Trumana, aby podpořil vznik Izraele. Po velkém úsilí byl Weizman 18. února 1948 přijat v Bílém domě. Nakonec se Weizmannovi podařilo Trumana přesvědčit a Spojené státy uznaly nezávislost Izraele bezprostředně po jejím vyhlášení 14. května 1948. Nadto se Weizmannovi podařilo získal půjčku od americké vlády ve výši 100 milionů dolarů.

### Prezidentství

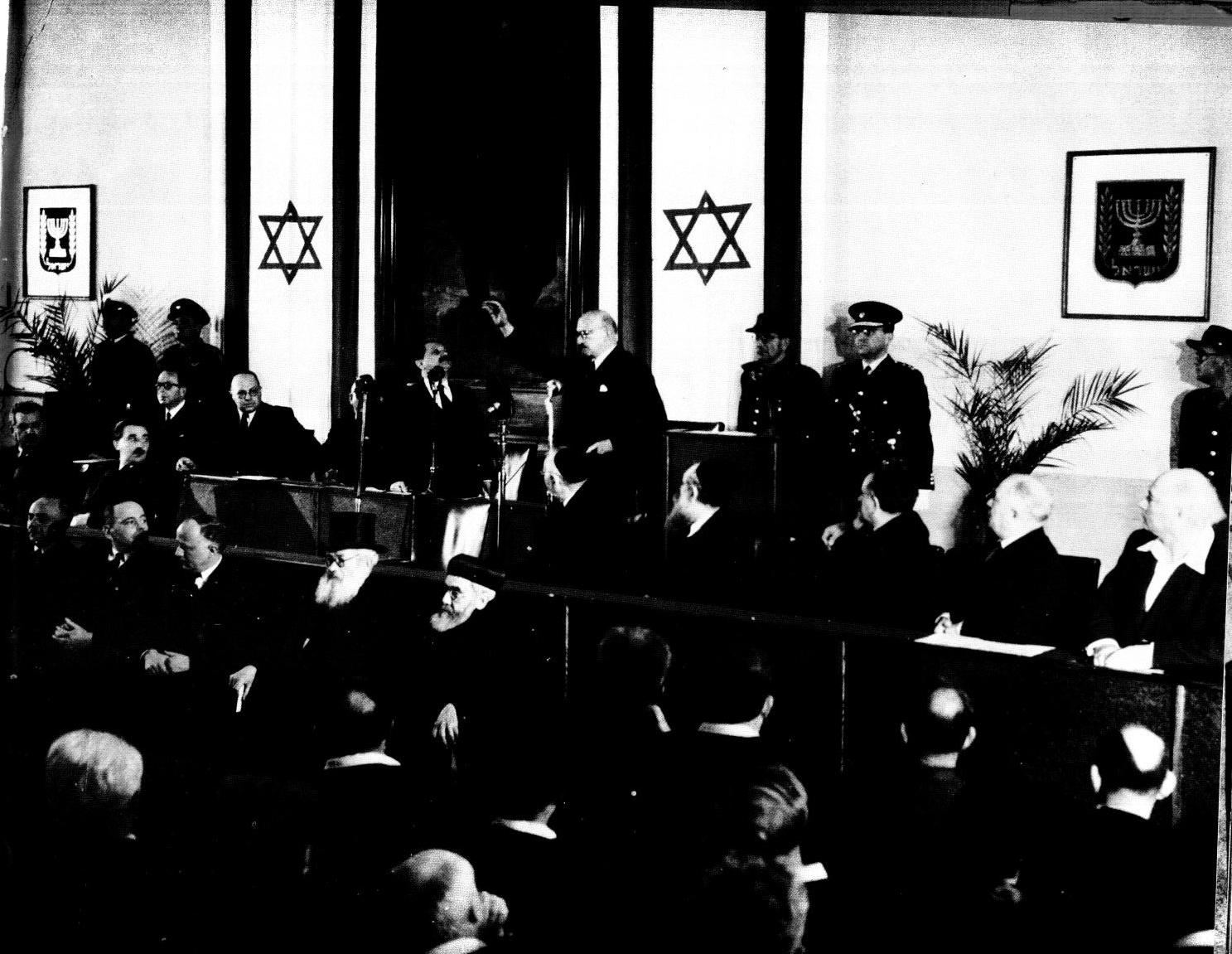
Weizmannova inaugurace v Knesetu, 16. února 1949

V září 1948 byl zvolen předsedou Prozatímní státní rady a v únoru 1949, měsíc po prvních parlamentních volbách, byl stranou Mapaj nominován do prezidentských voleb, v nichž se utkal s Josefem Klausnerem nominovaným Cherutem. Volby Weizmann vyhrál v poměru 83:15 a stal se tak prvním izraelským prezidentem. Slavnostní přísahu složil v Knesetu 16. února téhož roku. V roce 1949 byl také Sieffův institut, se souhlasem Sieffovy rodiny, přejmenován na jeho počest na Weizmannův institut věd. V dubnu 1949 navštívil Spojené státy, kde ho přivítaly velké davy lidí a při této cestě převzal výtěžek z veřejné sbírky pro Izrael, který činil 23 milionů dolarů.

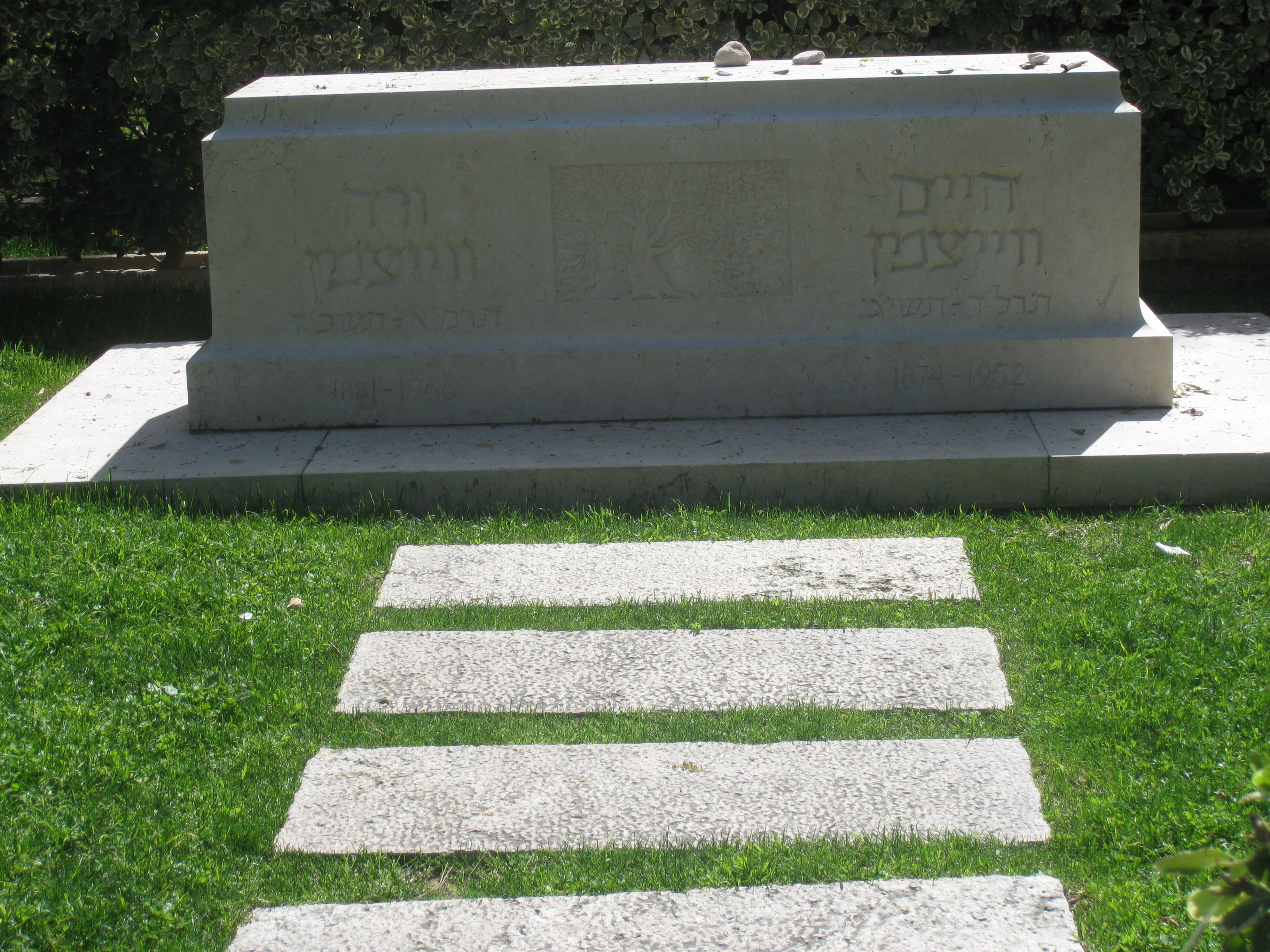
Hrob Chajima Weizmanna

Weizmann byl zklamán ceremoniálností prezidentského úřadu. Přesto však byl aktivním prezidentem a díky svým dobrým vztahům s britskými politiky pomohl dosáhnout oficiálního uznání Izraele Spojeným královstvím de facto již v lednu 1949, de iure pak v dubnu 1950. V roce 1950 vážně onemocněl a musel omezit svou aktivitu. I nadále však přijímal zahraniční návštěvy a sledoval aktuální dění. V listopadu 1951 byl opětovně zvolen prezidentem (tehdy bylo funkční období prezidenta závislé na funkčním období Knesetu), avšak prezidentskou přísahu již nesložil v Knesetu, ale ve svém domě v Rechovotu.
Zemřel po dlouhé a bolestivé nemoci 9. listopadu 1952 a na vlastní přání byl pochován na zahradě u svého domu. Jeho státního pohřbu se zúčastnilo přes čtvrt milionu lidí. Jeho prostý hrob ročně navštíví stovky tisíc lidí.
V krocích svého strýce pokračoval i Weizmannův synovec Ezer Weizman, který se v letech 1993 až 2000 stal sedmým izraelským prezidentem.

## Literární činnost
- WEIZMANN, Chajim. Trial and Error: The Autobiography of Chaim Weizmann. Westport: Greenwood, 1972. 498 s. ISBN 978-0837161662. (anglicky)